# Scarpa d'oro 1986
La Scarpa d'oro 1986 è il riconoscimento calcistico che è stato assegnato al miglior marcatore assoluto in Europa tenendo presente le marcature segnate nel rispettivo campionato nazionale nella stagione 1985-1986. Il vincitore del premio è stato Marco van Basten con 37 reti nella Eredivisie.

## Classifica finale
| Pos | Campionato    | Nome             | Squadra        | Gol |
| --- | ------------- | ---------------- | -------------- | --- |
| 1   | Eredivisie    | Marco van Basten | Ajax           | 37  |
| 2   | Vysšaja Liga  | Oleh Protasov    | Dnipro         | 36  |
| 3   | Türkiye 1.Lig | Tanju Çolak      | Samsunspor     | 33  |
| 3   | 1. Division   | Anton Polster    | Austria Vienna | 33  |